# Copris boucardi
Copris boucardi là một loài bọ cánh cứng trong họ Bọ hung (Scarabaeidae).